# Acraea nidama
Acraea nidama är en fjärilsart som beskrevs av Suffert 1904. Acraea nidama ingår i släktet Acraea och familjen praktfjärilar. Inga underarter finns listade i Catalogue of Life.